# Агрокліматична карта
Агрокліматична карта — карта, що відображає комплекс кліматичних ресурсів певної території у взаємодії їх з об'єктами і процесами аграрного виробництва. Характеризують кліматичні умови росту окремих сільськогосподарських культур, тепло і вологозабезпеченість та тривалість вегетаційного періоду, запаси вологи в усі пори року, несприятливі для сільського господарства кліматичні явища (карти загрозливих заморозків, пошкодження зерна суховіями, строки проведення сільськогосподарських робіт тощо). Агрокліматичну карту використовують у плануванні агропромислового комплексу території.